# Fünf Lieder
Fünf Lieder (Cinque canzoni), Op. 105, sono stati composti da Johannes Brahms tra il 1886 e il 1888. Ha ambientato cinque poesie di diversi autori, per lo più poeti contemporanei, per voce bassa e pianoforte. Simrock pubblicò il lavoro nel 1888.

## Storia
Brahms registrò in una voce di diario tascabile scritta a Thun, in Svizzera, nell'agosto 1886, che aveva messo in musica diverse poesie, tra cui "Wie Melodien zieht es mir leise durch den Sinn" di Klaus Groth ("Come melodie, mi scorre dolcemente nella mente "), "Immer leiser wird mein Schlummer" di Hermann Lingg ("Il mio sonno diventa sempre più gentile"), Verrat / "Ich stand in einer lauen Nacht" di Carl von Lemcke (Tradimento / "Mi fermai, era una notte mite") e un'altra canzone di Paul Flemming, tutti autori del XIX secolo. Probabilmente compose le canzoni pensando alla voce di Hermine Spies, che in privato ne cantò alcune per lui.
Due anni dopo, Brahms offrì un gruppo di canzoni per voce più bassa al suo editore Simrock, come sua op. 105, insieme a un gruppo per voce alta come op. 106. Il raggruppamento e l'ordine finali furono raggiunti in un incontro personale del compositore e dell'editore, aggiungendo infine all'op. 105 l'ambientazione di una canzone tradizionale del Reno inferiore, "Feins Liebchen, trau du nicht" ("Amato, non fidarti") e una poesia di Detlev von Liliencron, Auf dem Kirchhofe / "Der Tag ging regenschwer und sturmbewegt" (Al cimitero / "La giornata è stata pesante con pioggia e temporali"):
1. Wie Melodien zieht es mir leise durch den Sinn (Groth)
2. Immer leiser wird mein Schlummer (Lingg)
3. Feins Liebchen, trau du nicht (canzone tradizionale)
4. Der Tag ging regenschwer (Liliencron)
5. Ich stand in einer lauen Nacht (Lemcke)

Il gruppo, come altri di Brahms, è stato metaforicamente descritto come un "bouquet di canzoni", paragonandolo a fiori "colti" da fonti diverse e poi combinati in un tutt'uno. Le canzoni furono presentate in anteprima individualmente, la prima canzone l'11 febbraio 1887 a Vienna, la seconda in un recital di Amalie Joachim a Berlino il 1º febbraio 1888, la terza il 6 marzo 1888 a Vienna, la quarta il 30 novembre 1888 lì e la quinta sempre lì il 5 dicembre 1888, in un concerto di Olga Segel. Anche le esecuzioni e le registrazioni successive spesso ignoravano il raggruppamento pubblicato, collocando le singole canzoni in contesti diversi.
Le melodie di alcune di queste canzoni compaiono anche nelle opere strumentali di Brahms, in particolare "Immer leiser wird mein Schlummer", che aveva usato alcuni anni prima come tema di violoncello solo nel terzo movimento del suo Concerto per pianoforte n. 2 in si bemolle maggiore. Motivi di tre delle canzoni compaiono nella sua Sonata n. 2 per violino, "Wie Melodien zieht es mir leise durch den Sinn" come secondo soggetto del primo movimento, e "Immer leiser wird mein Schlummer" e "Auf dem Kirchhofe" nel movimento finale.